# Rhipidia monoctenia
Rhipidia monoctenia là một loài ruồi trong họ Limoniidae. Chúng phân bố ở miền Cổ bắc.